# اتوره ریناودی

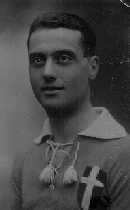
اتوره ریناودی - حوالی ۱۹۱۰

اتوره ریناودی (به ایتالیایی: Ettore Reynaudi) بازیکن فوتبال و اهل ایتالیا است که از سال ۱۹۲۰ میلادی عضو تیم ملی فوتبال ایتالیا بوده و در ۶ بازی ملی حضور داشته‌است. او در بازی‌های ملی‌اش گلی به ثمر نرساند.
اتوره ریناودی آخرین بازی ملی خود را در سال ۱۹۲۱ میلادی انجام داد.